# Suberites
Suberites is een geslacht van sponsdieren uit de klasse van de Demospongiae (gewone sponzen).

## Soorten
- Suberites affinis Brøndsted, 1924
- Suberites anastomosus Brøndsted, 1924
- Suberites aurantiacus (Duchassaing & Michelotti, 1864)
- Suberites australiensis Bergquist, 1968
- Suberites axiatus Ridley & Dendy, 1886
- Suberites axinelloides Brøndsted, 1924
- Suberites baffini Brøndsted, 1933
- Suberites bengalensis Lévi, 1964
- Suberites caminatus Ridley & Dendy, 1886
- Suberites carnosus (Johnston, 1842)
- Suberites clavatus Keller, 1891
- Suberites compactus Verrill, 1873
- Suberites concinnus Lambe, 1895
- Suberites cranium Hajdu, Desqueyroux-Faúndez, Carvalho, Lôbo-Hajdu & Willenz, 2013
- Suberites crelloides Marenzeller, 1886
- Suberites cupuloides Bergquist, 1961
- Suberites difficilis Dendy, 1897
- Suberites distortus Schmidt, 1870
- Suberites diversicolor Becking & Lim, 2009
- Suberites domuncula (Olivi, 1792)
- Suberites excellens (Thiele, 1898)
- Suberites ficus (Johnston, 1842) = Vijgspons
- Suberites flabellatus Carter, 1886
- Suberites gibbosiceps Topsent, 1904
- Suberites glaber Hansen, 1885
- Suberites glasenappii Merejkowski, 1878
- Suberites globosus Carter, 1886
- Suberites heros Schmidt, 1870
- Suberites hirsutus Topsent, 1927
- Suberites hystrix Schmidt, 1868
- Suberites insignis Carter, 1886
- Suberites japonicus Thiele, 1898
- Suberites kelleri Burton, 1930
- Suberites lambei Austin, Ott, Reiswig, Romagosa & McDaniel, 2014
- Suberites laticeps Topsent, 1904
- Suberites latus Lambe, 1893
- Suberites lobatus (Wilson, 1902)
- Suberites luridus Solé-Cava & Thorpe, 1986
- Suberites lutea Sole-Cava & Thorpe, 1986
- Suberites mammilaris Sim & Kim, 1994
- Suberites massa Nardo, 1847 = Massaspons
- Suberites microstomus Ridley & Dendy, 1887
- Suberites mineri (de Laubenfels, 1935)
- Suberites mollis Ridley & Dendy, 1886
- Suberites montalbidus Carter, 1880
- Suberites pagurorum Solé-Cava & Thorpe, 1986
- Suberites paludum Schmidt, 1868
- Suberites paradoxus Wilson, 1931
- Suberites perfectus Ridley & Dendy, 1886
- Suberites pisiformis Lévi, 1993
- Suberites placenta Thiele, 1898
- Suberites prototypus Czerniavsky, 1880
- Suberites puncturatus Thiele, 1905
- Suberites radiatus Kieschnick, 1896
- Suberites ramosus Brøndsted, 1924
- Suberites rhaphidiophorus (Brøndsted, 1924)
- Suberites ruber Thiele, 1905
- Suberites rubrus Sole-Cava & Thorpe, 1986
- Suberites senilis Ridley & Dendy, 1886
- Suberites sericeus Thiele, 1898
- Suberites spermatozoon (Schmidt, 1875)
- Suberites spirastrelloides Dendy, 1897
- Suberites spongiosus Schmidt, 1868
- Suberites stilensis Burton, 1933
- Suberites strongylatus Sarà, 1978
- Suberites suberia (Montagu, 1814)
- Suberites syringella (Schmidt, 1868)
- Suberites topsenti (Burton, 1929)
- Suberites tortuosus Lévi, 1959
- Suberites tylobtusus Lévi, 1958
- Suberites villosus Schmidt, 1868
- Suberites virgultosus (Johnston, 1842) = Wigspons